# Eurocopa Sub-21 de 2019
La Eurocopa Sub-21 2019 (oficialmente: UEFA Under 21 Championship Italy - San Marino 2019), también llamada Europeo Sub-21 2019, fue la vigésimo segunda edición de este torneo de fútbol para selecciones categoría Sub-21 organizado por la UEFA, máximo organismo del fútbol europeo. Se disputó entre el 16 y 30 de junio de 2019 en Italia y San Marino, siendo la primera vez que este país organiza un torneo oficial en la historia.
Esta edición contó con 12 equipos participantes en su fase final. Los jugadores elegibles para disputarla son aquellos nacidos desde 1996 en adelante. La fase de grupos también sirvió como clasificación europea para el Torneo masculino de fútbol de los Juegos Olímpicos de Tokio 2020.

## Clasificación
Once selecciones se clasificaron a la fase final del torneo mediante el proceso clasificatorio. Originalmente se pensaba que los 2 anfitriones (Italia y San Marino) clasificarían directamente a esta instancia. Sin embargo, la UEFA decidió otorgarle el cupo directo a la selección italiana, mientras que San Marino tendrá que conseguir su participación en el torneo eliminatorio.
Estas clasificatorias contaron con el debut de las selecciones Sub-21 de Gibraltar y Kosovo.

## Equipos participantes
| Equipos participantes | Equipos participantes | Equipos participantes | Equipos participantes |
| --------------------- | --------------------- | --------------------- | --------------------- |
| Alemania              | Croacia               | Francia               | Polonia               |
| Austria               | Dinamarca             | Inglaterra            | Rumania               |
| Bélgica               | España                | Italia                | Serbia                |

## Sedes
El 9 de diciembre de 2016, la Federación Italiana de Fútbol designó las siguientes sedes para disputar la fase final de la Eurocopa Sub-21 2019. Serán en total 6 estadios los que albergaran el torneo, 5 en Italia y 1 en San Marino.

### Italia
| Bolonia Reggio nell'Emilia Cesena Trieste Udine | Bolonia                | Reggio Emilia                       |
| ----------------------------------------------- | ---------------------- | ----------------------------------- |
| Bolonia Reggio nell'Emilia Cesena Trieste Udine | Stadio Renato Dall'Ara | MAPEI Stadium – Città del Tricolore |
| Bolonia Reggio nell'Emilia Cesena Trieste Udine | Capacidad: 38 279      | Capacidad: 21 525                   |
| Bolonia Reggio nell'Emilia Cesena Trieste Udine |                        |                                     |
| Bolonia Reggio nell'Emilia Cesena Trieste Udine | Cesena                 | Trieste                             |
| Bolonia Reggio nell'Emilia Cesena Trieste Udine | Stadio Dino Manuzzi    | Stadio Nereo Rocco                  |
| Bolonia Reggio nell'Emilia Cesena Trieste Udine | Capacidad: 23 860      | Capacidad: 28 565                   |
| Bolonia Reggio nell'Emilia Cesena Trieste Udine |                        |                                     |
| Bolonia Reggio nell'Emilia Cesena Trieste Udine | Údine                  |                                     |
| Bolonia Reggio nell'Emilia Cesena Trieste Udine | Stadio Friuli          |                                     |
| Bolonia Reggio nell'Emilia Cesena Trieste Udine | Capacidad: 25 132      |                                     |
| Bolonia Reggio nell'Emilia Cesena Trieste Udine |                        |                                     |

### San Marino
| Serravalle | Serravalle       |
| ---------- | ---------------- |
| Serravalle | Stadio Olímpico  |
| Serravalle | Capacidad: 7 000 |
| Serravalle |                  |

## Sorteo
El sorteo se realizó el 23 de noviembre de 2018 en Bolonia, Italia.

## Fase de grupos
Las 12 selecciones clasificadas se dividieron en 3 grupos de 4 equipos cada uno. El primero de cada grupo y el mejor segundo se clasificaron para las semifinales.

### Grupo A
| Equipo  | Pts | PJ | PG | PE | PP | GF | GC | Dif |
| ------- | --- | -- | -- | -- | -- | -- | -- | --- |
| España  | 6   | 3  | 2  | 0  | 1  | 8  | 4  | +4  |
| Italia  | 6   | 3  | 2  | 0  | 1  | 6  | 3  | +3  |
| Polonia | 6   | 3  | 2  | 0  | 1  | 4  | 7  | -3  |
| Bélgica | 0   | 3  | 0  | 0  | 3  | 4  | 8  | -4  |

| 16 de junio de 2019, 18:30 | Polonia                                    | 3:2 (1:1) | Bélgica                    | MAPEI Stadium - Città del Tricolore, Reggio Emilia       |                                                          |
|                            | Żurkowski 26' · Bielik 52' · Szymański 79' | Reporte   | 16' Leya Iseka · 84' Cools | Asistencia: 2 534 espectadores Árbitro(s): István Kovács | Asistencia: 2 534 espectadores Árbitro(s): István Kovács |

| 16 de junio de 2019, 21:00 | Italia                                 | 3:1 (1:1) | España      | Stadio Renato Dall'Ara, Bolonia                              |                                                              |
|                            | Chiesa 36' 64' · Pellegrini 82' (pen.) | Reporte   | 9' Ceballos | Asistencia: 26 432 espectadores Árbitro(s): Serdar Gözübüyük | Asistencia: 26 432 espectadores Árbitro(s): Serdar Gözübüyük |

| 19 de junio de 2019, 18:30 | España                | 2:1 (1:1) | Bélgica     | MAPEI Stadium - Città del Tricolore, Reggio Emilia          |                                                             |
|                            | Olmo 7' · Fornals 89' | Reporte   | 24' Bornauw | Asistencia: 2 738 espectadores Árbitro(s): Andris Treimanis | Asistencia: 2 738 espectadores Árbitro(s): Andris Treimanis |

| 19 de junio de 2019, 21:00 | Italia | 0:1 (0:1) | Polonia    | Stadio Renato Dall'Ara, Bolonia, Italia                      |                                                              |
|                            |        | Reporte   | 40' Bielik | Asistencia: 26 890 espectadores Árbitro(s): Aleksei Kulbakov | Asistencia: 26 890 espectadores Árbitro(s): Aleksei Kulbakov |

| 22 de junio de 2019, 21:00 | Bélgica         | 1:3 (0:1) | Italia                                 | MAPEI Stadium - Città del Tricolore, Reggio Emilia           |                                                              |
|                            | Verschaeren 79' | Reporte   | 44' Barella · 53' Cutrone · 89' Chiesa | Asistencia: 20 075 espectadores Árbitro(s): Srdjan Jovanović | Asistencia: 20 075 espectadores Árbitro(s): Srdjan Jovanović |

| 22 de junio de 2019, 21:00 | España                                                                | 5:0 (3:0) | Polonia | Stadio Renato Dall'Ara, Bolonia                         |                                                         |
|                            | Fornals 17' · Oyarzabal 35' · Fabián 39' · Ceballos 71' · Mayoral 90' | Reporte   |         | Asistencia: 3 122 espectadores Árbitro(s): Bobby Madden | Asistencia: 3 122 espectadores Árbitro(s): Bobby Madden |

### Grupo B
| Equipo    | Pts | PJ | PG | PE | PP | GF | GC | Dif |
| --------- | --- | -- | -- | -- | -- | -- | -- | --- |
| Alemania  | 7   | 3  | 2  | 1  | 0  | 10 | 3  | +7  |
| Dinamarca | 6   | 3  | 2  | 0  | 1  | 6  | 4  | +2  |
| Austria   | 4   | 3  | 1  | 1  | 1  | 4  | 4  | 0   |
| Serbia    | 0   | 3  | 0  | 0  | 3  | 1  | 10 | -9  |

| 17 de junio de 2019, 18:30 | Serbia | 0:2 (0:1) | Austria                | Stadio Nereo Rocco, Trieste                                 |                                                             |
|                            |        | Reporte   | 37' Wolf · 78' Horvath | Asistencia: 5 421 espectadores · Árbitro(s): Andreas Ekberg | Asistencia: 5 421 espectadores · Árbitro(s): Andreas Ekberg |

| 17 de junio de 2019, 21:00 | Alemania                          | 3:1 (1:0) | Dinamarca       | Stadio Friuli, Udine                                     |                                                          |
|                            | Richter 27' 52' · Waldschmidt 65' | Reporte   | 73' (pen.) Skov | Asistencia: 7 131 espectadores Árbitro(s): Orel Grinfeld | Asistencia: 7 131 espectadores Árbitro(s): Orel Grinfeld |

| 20 de junio de 2019, 18:30 | Dinamarca                   | 3:1 (1:0) | Austria      | Stadio Friuli, Udine                                      |                                                           |
|                            | Mæhle 33' 77' · Olsen 90+3' | Reporte   | 47' Lienhart | Asistencia: 7 297 espectadores Árbitro(s): Georgi Kabakov | Asistencia: 7 297 espectadores Árbitro(s): Georgi Kabakov |

| 20 de junio de 2019, 21:00 | Alemania                                                         | 6:1 (3:0) | Serbia              | Stadio Nereo Rocco, Trieste                              |                                                          |
|                            | Richter 16' · Waldschmidt 30' 37' 80' · Dahoud 69' · Maier 90+2' | Reporte   | 85' (pen.) Živković | Asistencia: 9 837 espectadores Árbitro(s): István Kovács | Asistencia: 9 837 espectadores Árbitro(s): István Kovács |

| 23 de junio de 2019, 21:00 | Austria          | 1:1 (1:1) | Alemania        | Stadio Friuli, Udine                                        |                                                             |
|                            | Danso 24' (pen.) | Reporte   | 14' Waldschmidt | Asistencia: 9 100 espectadores Árbitro(s): Andris Treimanis | Asistencia: 9 100 espectadores Árbitro(s): Andris Treimanis |

| 23 de junio de 2019, 21:00 | Dinamarca                        | 2:0 (1:0) | Serbia | Stadio Nereo Rocco, Trieste                                 |                                                             |
|                            | Bruun Larsen 21' · Rasmussen 51' | Reporte   |        | Asistencia: 4 543 espectadores Árbitro(s): Aleksei Kulbakov | Asistencia: 4 543 espectadores Árbitro(s): Aleksei Kulbakov |

### Grupo C
| Equipo     | Pts | PJ | PG | PE | PP | GF | GC | Dif |
| ---------- | --- | -- | -- | -- | -- | -- | -- | --- |
| Rumania    | 7   | 3  | 2  | 1  | 0  | 8  | 3  | +5  |
| Francia    | 7   | 3  | 2  | 1  | 0  | 3  | 1  | +2  |
| Inglaterra | 1   | 3  | 0  | 1  | 2  | 6  | 9  | -3  |
| Croacia    | 1   | 3  | 0  | 1  | 2  | 4  | 8  | -4  |

| 18 de junio de 2019, 18:30 | Rumania                                                 | 4:1 (2:1) | Croacia    | Stadio Olímpico, Serravalle                             |                                                         |
|                            | Puşcaş 11' (pen.) · Hagi 14' · Băluţă 66' · Petre 90+3' | Reporte   | 18' Vlašić | Asistencia: 4 700 espectadores Árbitro(s): Bobby Madden | Asistencia: 4 700 espectadores Árbitro(s): Bobby Madden |

| 18 de junio de 2019, 21:00 | Inglaterra | 1:2 (0:0) | Francia                              | Stadio Dino Manuzzi, Cesena                                  |                                                              |
|                            | Foden 54'  | Reporte   | 89' Ikoné · 90+5' (a.g.) Wan-Bissaka | Asistencia: 11 228 espectadores Árbitro(s): Srdjan Jovanović | Asistencia: 11 228 espectadores Árbitro(s): Srdjan Jovanović |

| 21 de junio de 2019, 18:30 | Inglaterra             | 2:4 (0:0) | Rumania                                        | Stadio Dino Manuzzi, Cesena                                 |                                                             |
|                            | Gray 79' · Abraham 87' | Reporte   | 76' (pen.) Pușcaș · 85' Hagi · 89' 90+3' Coman | Asistencia: 8 440 espectadores · Árbitro(s): Andreas Ekberg | Asistencia: 8 440 espectadores · Árbitro(s): Andreas Ekberg |

| 21 de junio de 2019, 21:00 | Francia    | 1:0 (1:0) | Croacia | Stadio Olímpico, Serravalle                                   |                                                               |
|                            | Dembélé 8' | Reporte   |         | Asistencia: 3 416 espectadores · Árbitro(s): Serdar Gözübüyük | Asistencia: 3 416 espectadores · Árbitro(s): Serdar Gözübüyük |

| 24 de junio de 2019, 21:00 | Croacia                      | 3:3 (1:1) | Inglaterra                                   | Stadio Olímpico, Serravalle                              |                                                          |
|                            | Brekalo 39' 82' · Vlašić 62' | Reporte   | 11' (pen.) Nelson · 48' Maddison · 70' Kenny | Asistencia: 3 512 espectadores Árbitro(s): Orel Grinfeld | Asistencia: 3 512 espectadores Árbitro(s): Orel Grinfeld |

| 24 de junio de 2019, 21:00 | Francia | 0:0 (0:0) | Rumania | Stadio Dino Manuzzi, Cesena                                |                                                            |
|                            |         | Reporte   |         | Asistencia: 12 861 espectadores Árbitro(s): Georgi Kabakov | Asistencia: 12 861 espectadores Árbitro(s): Georgi Kabakov |

|  | Clasificados para semifinales.  |
|  | Clasificado como mejor segundo. |

### Mejores segundos puestos
| Selección | Pts | PJ | PG | PE | PP | GF | GC | Dif |
| --------- | --- | -- | -- | -- | -- | -- | -- | --- |
| Francia   | 7   | 3  | 2  | 1  | 0  | 3  | 1  | +2  |
| Italia    | 6   | 3  | 2  | 0  | 1  | 6  | 3  | +3  |
| Dinamarca | 6   | 3  | 2  | 0  | 1  | 6  | 4  | +2  |

## Segunda fase
|  | Semifinal | Semifinal | Semifinal |          |        | Final  | Final | Final |  |
|  |           |           |           |          |        |        |       |       |  |
|  |           |           |           |          |        |        |       |       |  |
|  | España    | España    | 4         |          |        |        |       |       |  |
|  | España    | España    | 4         |          |        |        |       |       |  |
|  | Francia   | Francia   | 1         |          |        |        |       |       |  |
|  | Francia   | Francia   | 1         |          | España | España | 2     |       |  |
|  |           |           |           |          | España | España | 2     |       |  |
|  |           |           | Alemania  | Alemania | 1      |        |       |       |  |
|  | Alemania  | Alemania  | Alemania  | Alemania | 1      | 4      |       |       |  |
|  | Alemania  | Alemania  |           |          |        | 4      |       |       |  |
|  | Rumania   | Rumania   | 2         |          |        |        |       |       |  |
|  | Rumania   | Rumania   | 2         |          |        |        |       |       |  |
|  |           |           |           |          |        |        |       |       |  |

### Semifinales
| 27 de junio de 2019, 18:00 | Alemania                                     | 4:2 (1:2) | Rumania               | Stadio Renato Dall'Ara, Bolonia                                            |                                                                            |
|                            | Amiri 21' 90+4' · Waldschmidt 51' 90' (pen.) | Reporte   | 26' 44' (pen.) Puşcaş | Asistencia: 16 221 espectadores Árbitro(s): Orel Grinfeld VAR: Marco Guida | Asistencia: 16 221 espectadores Árbitro(s): Orel Grinfeld VAR: Marco Guida |

| 27 de junio de 2019, 21:00 | España                                                     | 4:1 (2:1) | Francia           | MAPEI Stadium - Città del Tricolore, Reggio Emilia                                 |                                                                                    |
|                            | Roca 28' · Oyarzabal 45+5' (pen.) · Olmo 47' · Mayoral 67' | Reporte   | 16' (pen.) Mateta | Asistencia: 6 522 espectadores Árbitro(s): Georgi Kabakov VAR: João Pedro Pinheiro | Asistencia: 6 522 espectadores Árbitro(s): Georgi Kabakov VAR: João Pedro Pinheiro |

### Final
| 30 de junio de 2019, 20:45 | España                    | 2:1 (1:0) | Alemania  | Stadio Friuli, Udine                                                              |                                                                                   |
|                            | Fabián Ruiz 8' · Olmo 69' | Reporte   | 88' Amiri | Asistencia: 23 232 espectadores Árbitro(s): Srdjan Jovanović VAR: Jochem Kamphuis | Asistencia: 23 232 espectadores Árbitro(s): Srdjan Jovanović VAR: Jochem Kamphuis |

| Bandera de España |
| Campeón           |
| España            |
| 5.o título        |

## Goleadores
7 goles
| - Luca Waldschmidt |

4 goles